# Wettinia anomala
Wettinia anomala är en enhjärtbladig växtart som först beskrevs av Karl Ewald Maximilian Burret, och fick sitt nu gällande namn av Rodrigo Bernal. Wettinia anomala ingår i släktet Wettinia och familjen Arecaceae. IUCN kategoriserar arten globalt som livskraftig. Inga underarter finns listade i Catalogue of Life.